# Aur Cino (Bathin III Ulu)
Aur Cino is een bestuurslaag in het regentschap Bungo van de provincie Jambi, Indonesië. Aur Cino telt 461 inwoners (volkstelling 2010).